# Gravata

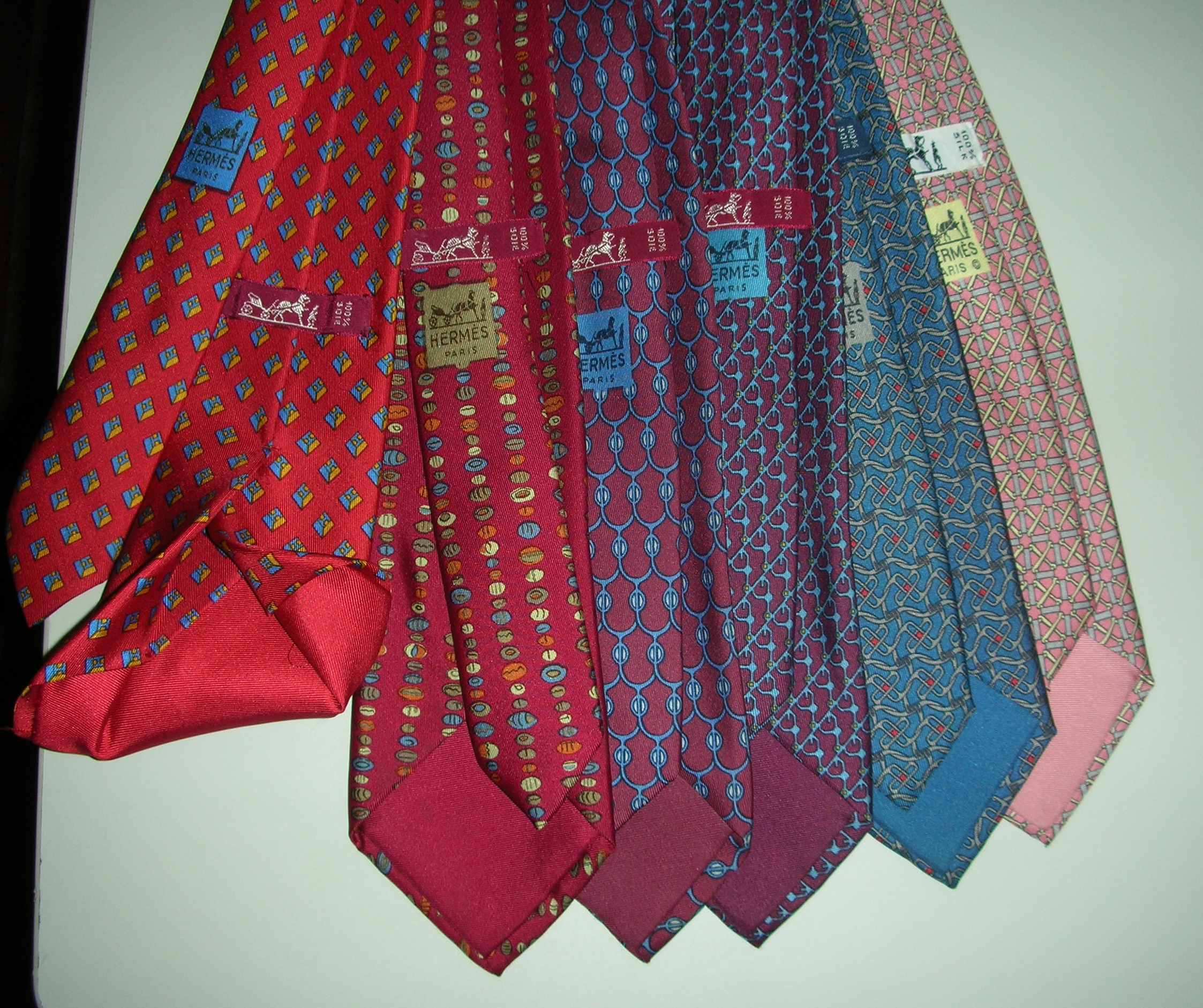
Uma coleção de gravatas.

A gravata é uma tira de tecido, estreita e longa, que se usa em torno do pescoço e que é presa por um laço ou nó na parte da frente. Peça predominantemente do vestuário masculino.
O termo "gravata" deriva do francês "cravate", que por sua vez é uma corruptela de "croat", em referência aos mercenários croatas, que primeiro apresentaram a indumentária à sociedade parisiense.

## História

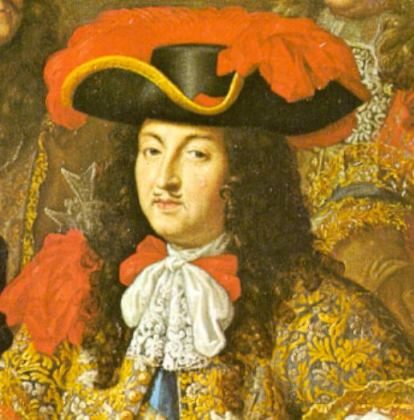
Luis XIV, com uma gravata primitiva, em 1667.

Provavelmente, a primeira utilização de objetos de forma semelhantes às gravatas hoje conhecidas foram identificadas entre os egípcios. Arqueólogos identificaram em torno do pescoço de múmias egípcias uma espécie de amuleto conhecido como “Nó de Ísis”, em egípcio "tit", que representa o sangue da deusa. Esse objeto, confeccionado de cornalina, jaspe ou vidro vermelho, possuía a forma de um cordão arrematado com um nó, cuja função seria de proteger o finado dos “perigos da eternidade".
Outra possível origem da gravata remonta há milhares de anos, quando os guerreiros do imperador chinês Shih Huang Ti usavam um cachecol com um nó em volta do pescoço como símbolo de status e de elite entre as tropas, de forma semelhante à gravata hoje conhecida.
Até uma época recente, imaginava-se que os romanos fossem os pioneiros no uso da gravata, como ilustra a famosa coluna de Trajano, em que pode ser visualizada ao nível do pescoço uma peça semelhante à gravata, conhecida como focale. Acredita-se que este acessório tenha sido utilizado pelos oradores romanos com o objetivo de aquecer suas gargantas.
Atribui-se a introdução da gravata aos soldados mercenários croatas a serviço da França durante a Guerra dos Trinta Anos. Os pedaços de tecidos, atados ao pescoço dos soldados com distintivos laços, teriam causado enorme alvoroço em toda a sociedade parisiense. Tal acessório era usado como distintivo militar pelos croatas, sendo de tecido rústico para os soldados e de algodão ou seda para os superiores. 
Esses acontecimentos encontram-se no livro francês “La Grande Histoire de la Cravate” (Flamarion, Paris, 1994), conforme a seguinte passagem:
“Por volta do ano 1635, cerca de seis mil soldados e cavaleiros vieram a Paris para dar suporte ao rei Luis XIV e ao Cardeal Richelieu. Entre eles, estava um grande número de mercenários croatas. O traje tradicional destes soldados despertou interesse por causa dos cachecóis incomuns e pitorescos enlaçados em seu pescoço. Os cachecóis eram feitos de vários tecidos, variando de material grosseiro para soldados comuns a seda e algodão para oficiais”. Os franceses logo se encantaram com esse adereço elegante e desconhecido, que chamaram de "cravat", numa adaptação da palavra "croata", (em croata, Hrvati e em francês, Croates). O próprio Rei Luis XIV ordenou que seu alfaiate particular criasse uma peça semelhante ao dos croatas e que a incorporasse aos trajes reais.

## Nós de gravata
Existem dezenas, mas os mais conhecidos são sem dúvida o nó de Windsor, o meio-Windsor, o nó americano ("Four-in-Hand") e o nó de Shelby, também conhecido com nó de Pratt.
Os nós de gravata são geralmente executados com movimentos da ponta mais larga da gravata, partindo de uma posição inicial em que ambas as pontas ficam caídas ao longo do corpo, até um ponto que varia conforme o comprimento da gravata e a complexidade do nó desejado. No entanto, alguns nós mais complexos são executados com movimentos da ponta fina da gravata. Os nós mais usados iniciam-se com a costura da gravata voltada para dentro, mas existem alguns excelentes nós de gravata (como o nó ordinário e o nó de Shelby (ou de Pratt)) que precisam ser iniciados com a costura exposta para fora.
Curiosamente, o nó mais simples possível é pouco conhecido. É chamado, na análise de Fink e Mao, "nó 3.1" e, pelos franceses, "Petit Noeud".  Talvez isso se deva ao facto de, ao contrário dos nós de gravata mais conhecidos, o "Nó Ordinário" ser iniciado com a costura da gravata exposta para fora em vez de voltada para o corpo, e o movimento inicial é feito por baixo da ponta mais estreita (em vez de por cima). A seguir, a ponta larga é movida horizontalmente por cima para o lado oposto do corpo, e por fim completa-se o nó propriamente dito ao passar a ponta larga por dentro do anel assim formado, descendo-o em seguida por entre o anel e o laço horizontal que foi formado inicialmente. Nesse ponto resta apenas ajustar o comprimento e a tensão do nó.  O resultado final é literalmente apenas um nó simples em volta da ponta estreita da gravata, mas em muitos sentidos é mais satisfatório do que o popular nó americano.

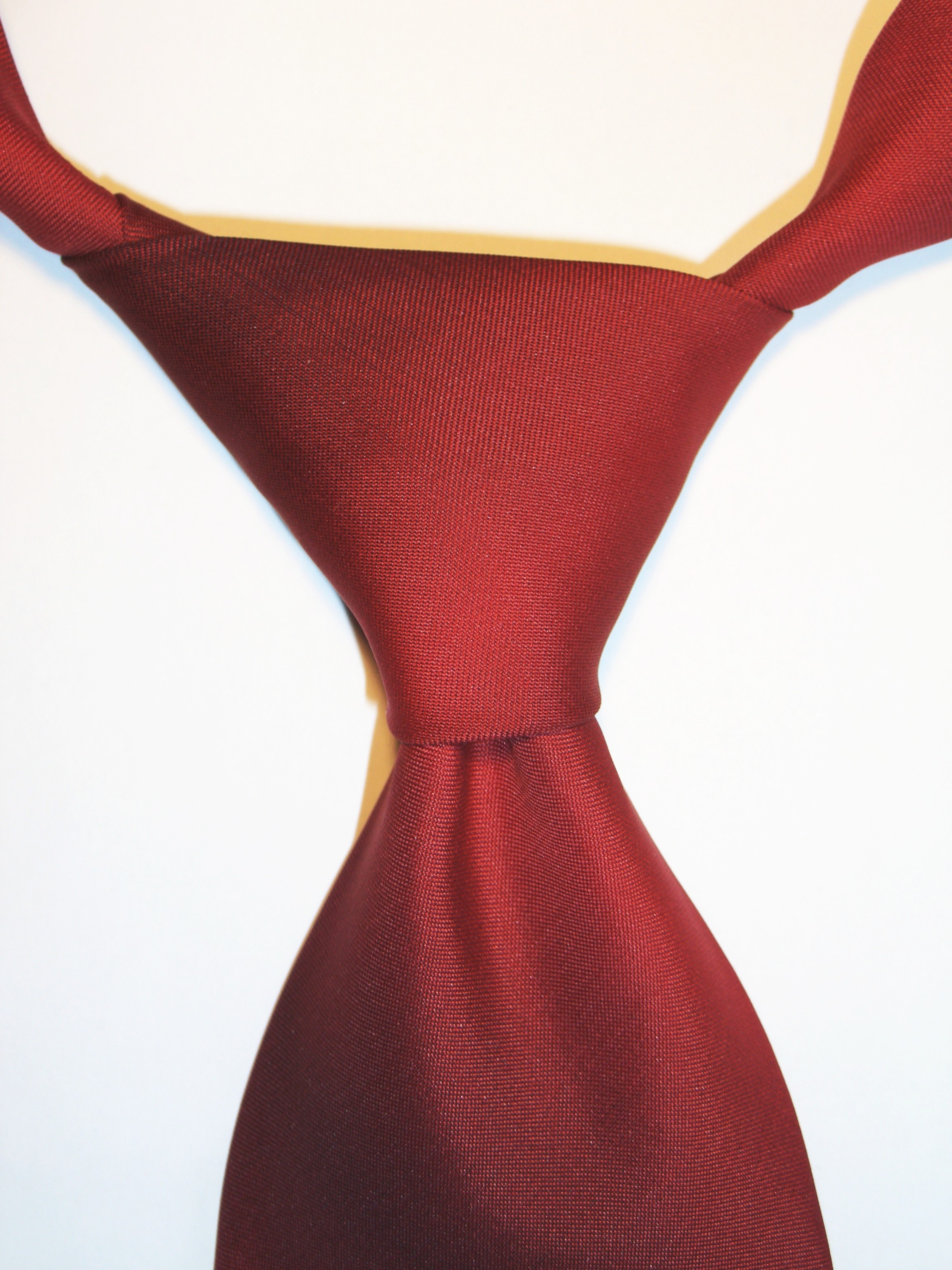
Nó Windsor
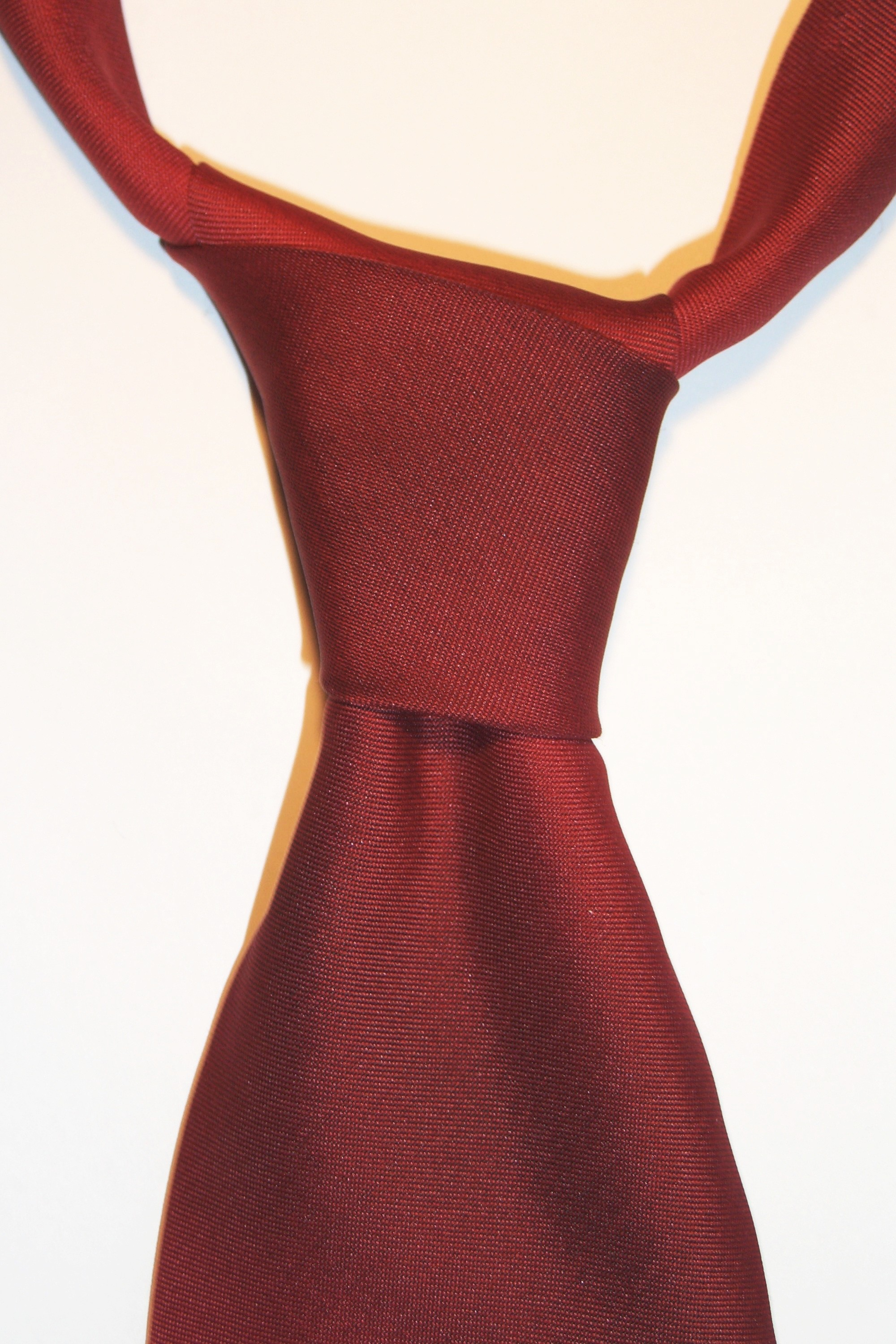
Nó Four-in-Hand
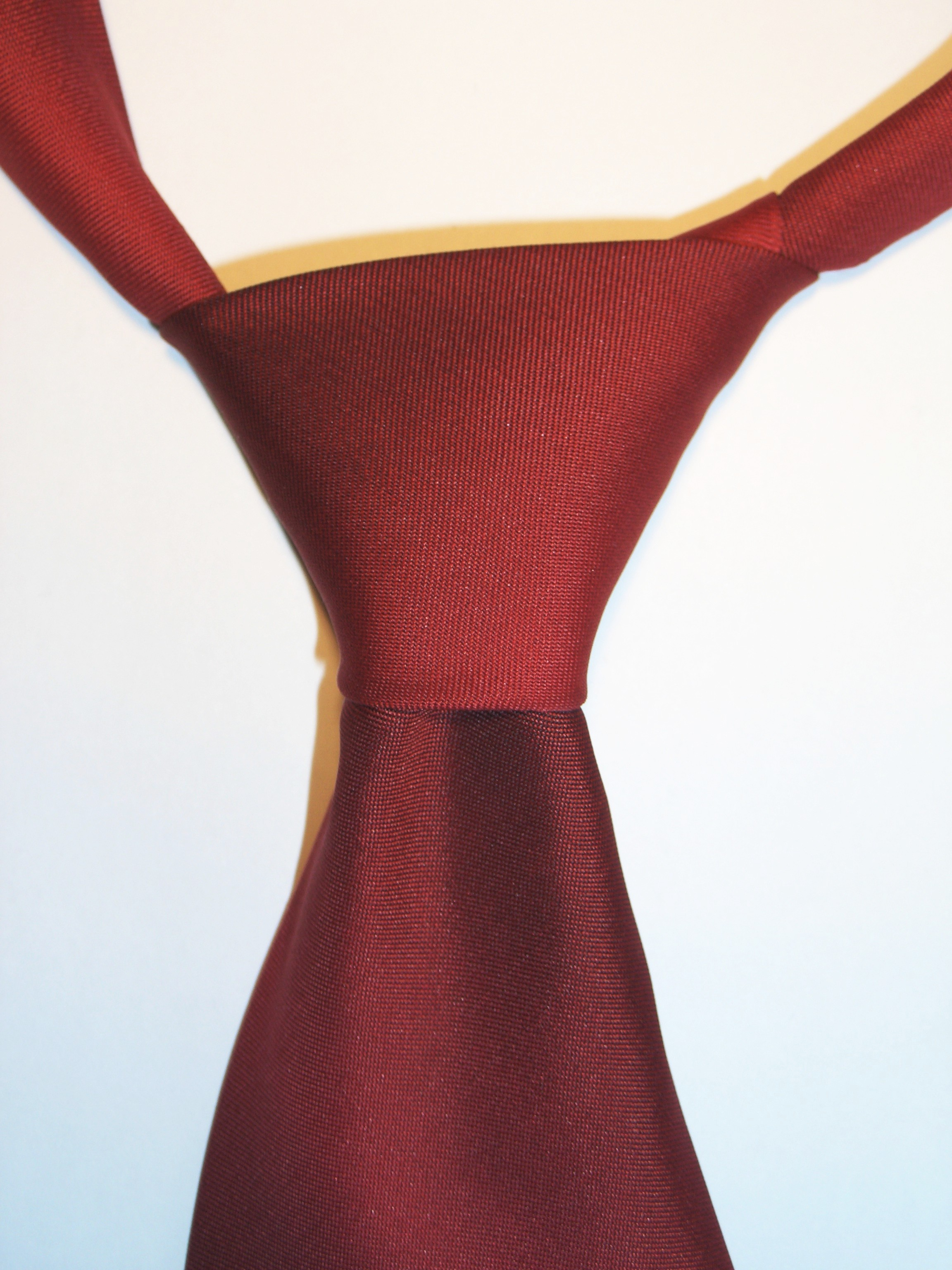
Nó Meio-Windsor
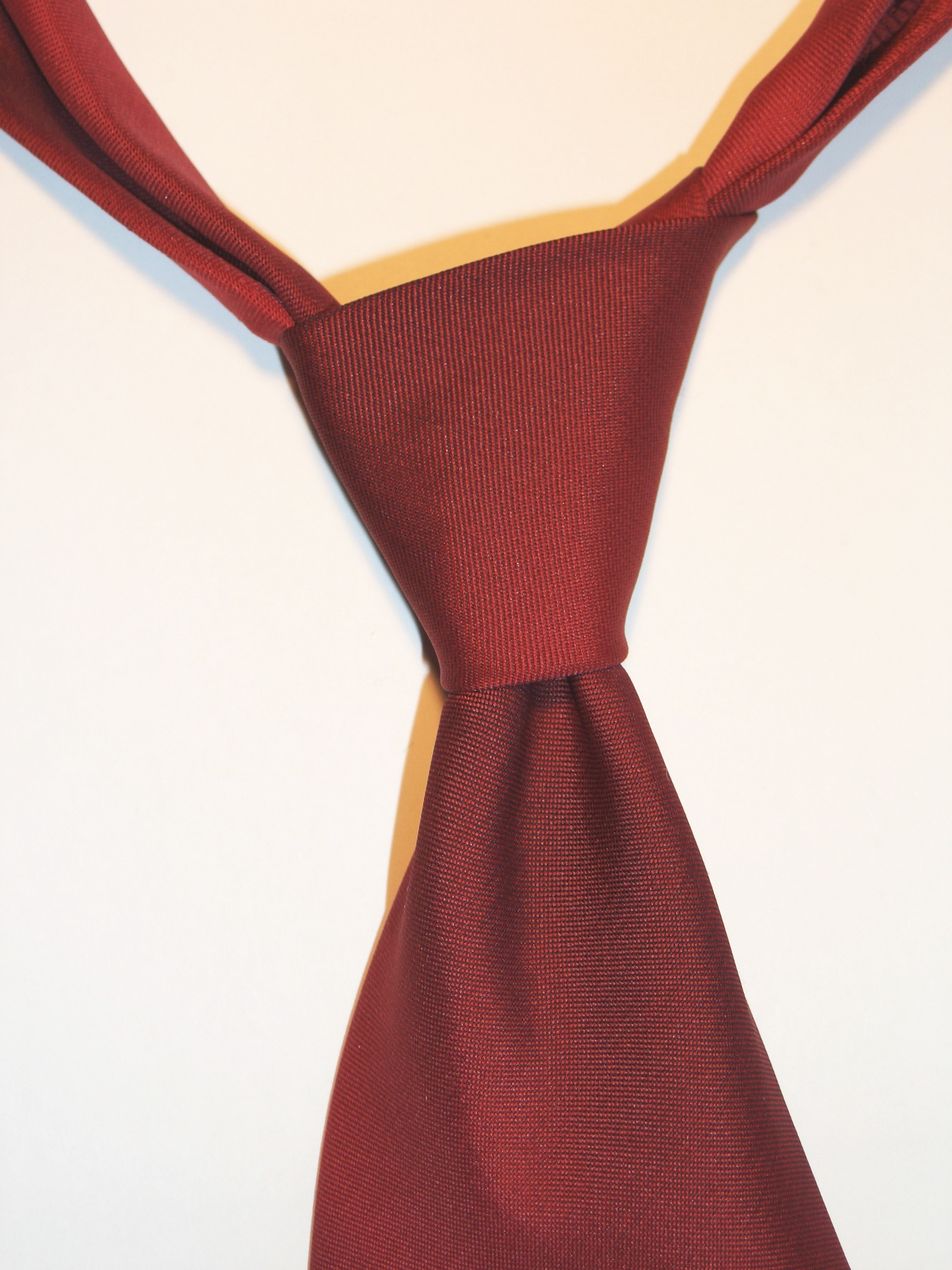
Nó oriental